# Guvernoratul Beirut
Beirut (arabă: محافظة بيروت‎) este unul dintre guvernoratele Libanului, iar capitala sa este chiar capitala statului, Beirut. Este cel mai mic guvernorat din Liban, având o suprafață de 19,8 km².